# Third Mainland Bridge
Third Mainland Bridge – most w Lagos w Nigerii, najdłuższy z trzech mostów łączących wyspę Lagos ze stałym lądem i zarazem najdłuższy most w Afryce. Biegnie od Oworonshoki, gdzie łączy się z autostradą Apapa–Oshodi oraz Lagos–Ibadan, natomiast kończy bieg w węźle Adeniji Adele na wyspie Lagos. 
Most został otwarty w 1990 przez ówczesnego prezydenta Ibrahima Babangidę.
Od 2006 na moście prowadzone są prace remontowe ze względu na zgłaszane przez użytkowników mostu zauważalne wibracje. Z tego też powodu most był często częściowo zamykany w celu umożliwienia prac na poszczególnych odcinkach mostu.